# Kirkdale
Kirkdale är en stadsdel i Liverpool, i distriktet Liverpool, i grevskapet Merseyside, i England. Ward hade 18 657 invånare år 2021. Kirkdale var en civil parish från 1866 till 1922 då den blev en del av Liverpool. Civil parish hade 69 857 invånare år 1921. Byn nämndes i Domedagsboken (Domesday Book) år 1086, och kallades då Chirchedele.